# رونی‌فیبرات
رونی‌فیبرات (انگلیسی: Ronifibrate) یک فیبرات، یک عامل کاهش چربی خون است. این یک استر ترکیبی از کلوفیبریک اسید و نیاسین (نیکوتینیک اسید) با ۱و۳-پروپاندیول است. در بدن، استر به ۱و۳-پروپاندیول و هر دو اسید تقسیم می‌شود که به یک شکل عمل می‌کنند و چربی‌های خون را کاهش می‌دهند.